# Кашка-Суу (Сузакский район)
Кашка-Суу (кирг. Кашка-Суу) — село в Сузакском районе Джалал-Абадской области Кыргызстана. Входит в состав Кызыл-Тууского айылного аймака.

## География
Село расположено в юго-восточной части области, к западу от реки Кёгарт, на расстоянии приблизительно 14 километров (по прямой) к северо-востоку от села Сузак, административного центра района.

## Население
Согласно оценочным данным Национального статистического комитета Кыргызской Республики, численность населения села на начало 2023 года составляла 45 человек.
| год     | 2009 | 2014 | 2015 | 2020 | 2021 | 2023 |
| ------- | ---- | ---- | ---- | ---- | ---- | ---- |
| человек | 99   | 158  | 176  | 161  | 154  | 45   |